# Stacie Mistysyn
Stacie Moana Mistysyn (ur. 23 lipca 1972 w Los Angeles) – amerykańsko-kanadyjska aktorka ukraińskiego pochodzenia.

## Kariera
Znana przede wszystkim z roli Caitlin Ryan w serialach Gimnazjum Degrassi i Szkoła średnia Degrassi, które były emitowane w Kanadzie w latach 1987–1991, a także z serialu Degrassi: Nowe pokolenie emitowanego od 2001, gdzie grała tę samą postać, która od 2003 była jedną z głównych ról. Grała też rolę Lisy Canard w serialu Dzieciaki z ulicy Degrassi – na antenie od 1981 do 1986.

## Życie prywatne
Stacie Mistysyn urodziła się w Los Angeles w Kalifornii. Posiada podwójne obywatelstwo, jako że urodziła się na terenie Stanów Zjednoczonych i jej rodzice są Amerykanami, jednak wyjechali z kraju do Kanady, kiedy Stacie była jeszcze dzieckiem i tam uzyskali obywatelstwo kanadyjskie. Oprócz aktorstwa, Mistysyn jest jeszcze didżejką. W pierwszy piątek każdego miesiąca gra razem z Amandą Stepto w klubie Toronto's Annex WreckRoom pod pseudonimem DJ Mistycious.

29 sierpnia 2009 wyszła za aktora Jamesa Gallandersa.

## Filmografia
- 2001–2008: Degrassi: Nowe Pokolenie jako Caitlin Ryan
- 1992: School’s Out jako Caitlin Ryan
- 1992: Degrassi Talks jako ona sama
- 1991: Szkoła średnia Degrassi jako Caitlin Ryan
- 1986: Under the Umbrella Tree jako Megan (gościnnie)
- 1986: Gimnazjum Degrassi jako Caitlin Ryan
- 1982: Dzieciaki z ulicy Degrassi jako Lisa Canard